# Orientophiaris
Orientophiaris là một chi bướm đêm thuộc phân họ Tortricinae của họ Tortricidae.

## Các loài
- Orientophiaris altissima (Kawabe, 1978)